# Amphicoma pacholatkoi
Amphicoma pacholatkoi är en skalbaggsart som beskrevs av Nikodym 2005. Amphicoma pacholatkoi ingår i släktet Amphicoma och familjen Glaphyridae. Inga underarter finns listade i Catalogue of Life.